# Благодатное (Крым)
Благода́тное (ранее Коне́к; укр.  Благодатне, крымскотат. Blagodatnoye) — село в Джанкойском районе Республики Крым, входит в состав Светловского сельского поселения (согласно административно-территориальному делению Украины — Светловского сельского совета Автономной Республики Крым).

## Население
| 2001 | 2014 |
| ---- | ---- |
| 189  | ↘90  |

Всеукраинская перепись 2001 года показала следующее распределение по носителям языка
| Язык             | Процент |
| ---------------- | ------- |
| русский          | 65,61   |
| украинский       | 16,93   |
| крымскотатарский | 14,29   |
| белорусский      | 1,59    |

### Динамика численности
| - 1805 год — 345 чел. - 1864 год — 9 чел. - 1900 год — 19 чел. - 1915 год — 4/121 чел. - 1926 год — 117 чел. | - 1989 год — 230 чел. - 2001 год — 189 чел. - 2009 год — 209 чел. - 2014 год — 90 чел. |

## Современное состояние
На 2017 год в Благодатном числится 4 улицы; на 2009 год, по данным сельсовета, село занимало площадь 16 гектаров на которой, в 60 дворах, проживало 209 человек.

## География
Благодатное — небольшое село на востоке района, в степном Крыму в присивашье, высота центра села над уровнем моря — 7 м. Соседние сёла: Апрелевка в 2 километрах на северо-запад и Антоновка в 2 километрах на север. Расстояние до райцентра — около 36 километров (по шоссе), ближайшая железнодорожная станция — Азовская (на линии Джанкой — Феодосия) — примерно 22 километра.

## История
Первое документальное упоминание села встречается в Камеральном Описании Крыма… 1784 года, судя по которому, в последний период Крымского ханства Конек, записанный, как Кучук Майгыт, входил в Таманский кадылык Карасубазарского каймаканства. После присоединения Крыма к России (8) 19 апреля 1783 года, (8) 19 февраля 1784 года, именным указом Екатерины II сенату, на территории бывшего Крымского Ханства была образована Таврическая область и деревня была приписана к Перекопскому уезду. После Павловских реформ, с 1796 по 1802 год, входила в Перекопский уезд Новороссийской губернии. По новому административному делению, после создания 8 (20) октября 1802 года Таврической губернии, Конек был включён в состав Таганашминской волости Перекопского уезда.

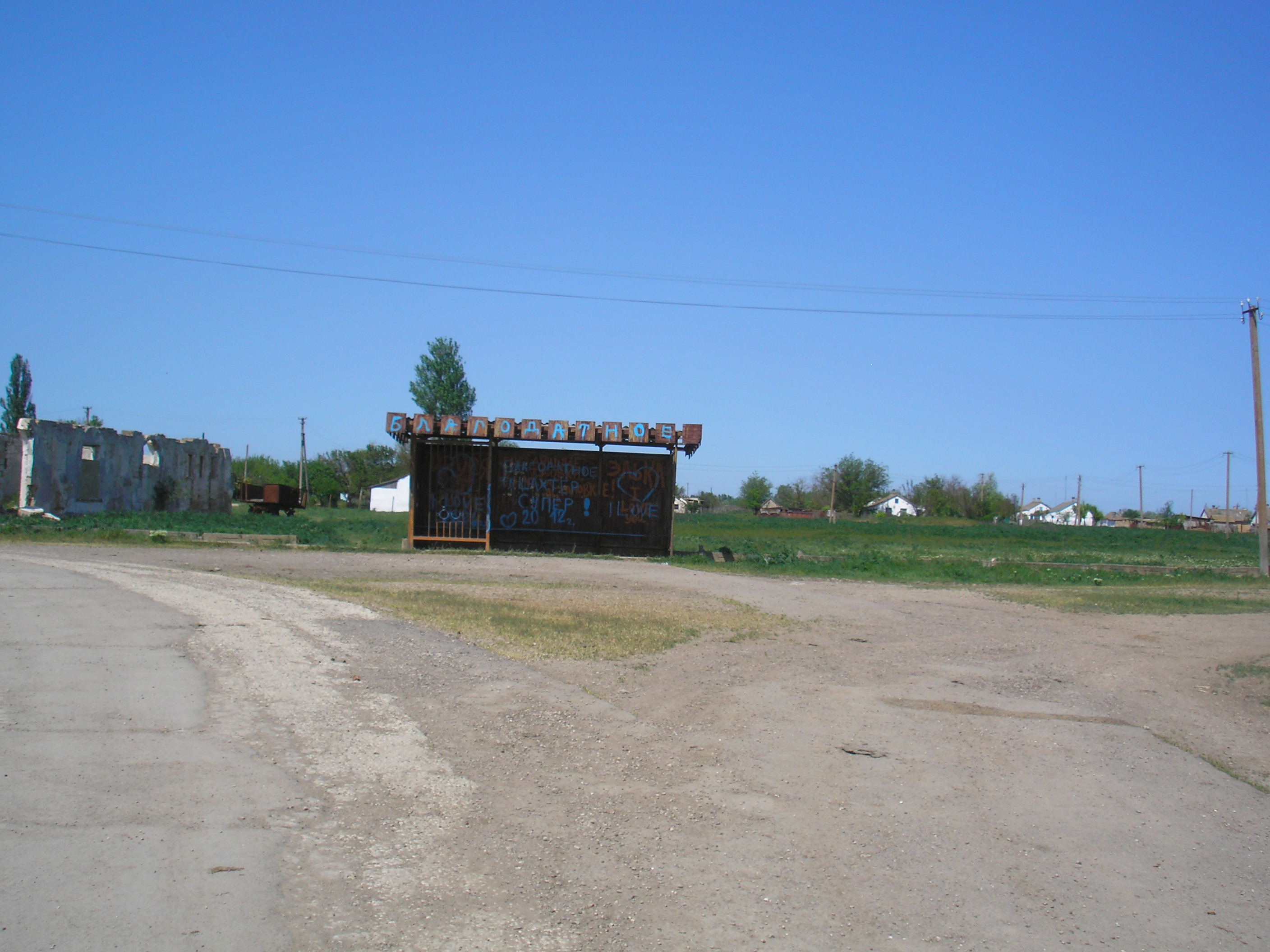

По Ведомости о всех селениях в Перекопском уезде состоящих с показанием в которой волости сколько числом дворов и душ… от 21 октября 1805 года, в деревне Кунек числилось 33 двора, 288 крымских татар, 5 ясыров и 52 цыгана.
На военно-топографической карте генерал-майора Мухина 1817 года деревня Конеки обозначена с 50 дворами. После реформы волостного деления 1829 года Кайран, согласно «Ведомости о казённых волостях Таврической губернии 1829 года» отнесли к Башкирицкой волости. На карте 1836 года в деревне Конек-Тюп (или Конек) 61 двор, как и на карте 1842 года.
В 1860-х годах, после земской реформы Александра II, деревню включили в состав Владиславской волости. В «Списке населённых мест Таврической губернии по сведениям 1864 года», составленном по результатам VIII ревизии 1864 года, Конек — владельческая татарская деревня, с 1 двором и 9 жителями при колодцах. По обследованиям профессора А. Н. Козловского начала 1860-х годов, в селении вода в колодцах глубиной 3—5 саженей (6—10 м) была частью пресная, а чаще солёная. На трёхверстовой карте Шуберта 1865—1876 года обозначен всего лишь господский двор Конька, или Конек. Согласно «Памятной книжке Таврической губернии за 1867 год», деревня стояла покинутая, ввиду эмиграции крымских татар, особенно массовой после Крымской войны 1853—1856 годов, в Турцию. Не значится Конек и в «Памятной книге Таврической губернии 1889 года».
После земской реформы 1890 года Коне отнесли к Ак-Шеихской волости. По «…Памятной книжке Таврической губернии на 1900 год» в деревне Конек числилось 19 жителей в 1 дворе. По Статистическому справочнику Таврической губернии. Ч.II-я. Статистический очерк, выпуск пятый Перекопский уезд, 1915 год, в экономии Конек (В. А. Княжевича) Ак-Шеихской волости Перекопского уезда числился 1 двор с русским населением в количестве 4 человек приписных жителей и 121 — «посторонних», из которых 85 мужчин и 40 женщин. В экономии числилось 3310 десятин удобной земли. В хозяйстве имелось 82 лошади, 120 волов, 35 коров и 1870 голов мелкого скота.
После установления в Крыму Советской власти, по постановлению Крымревкома от 8 января 1921 года № 206 «Об изменении административных границ» была упразднена волостная система и в составе Джанкойского уезда был создан Джанкойский район. В 1922 году уезды преобразовали в округа. 11 октября 1923 года, согласно постановлению ВЦИК, в административное деление Крымской АССР были внесены изменения, в результате которых округа были ликвидированы, основной административной единицей стал Джанкойский район и село включили в его состав. Согласно Списку населённых пунктов Крымской АССР по Всесоюзной переписи 17 декабря 1926 года, в «коллективном товариществе Конек», в составе упразднённого к 1940 году, Антониновского сельсовета Джанкойского района, числилось 15 дворов, население составляло 117 человек. В национальном отношении учтено: 94 русских, 4 украинца, 5 татар, 3-е болгар, 2 армянина, 2 еврея, 2 эстонца, 1 немец, 1 грек, 3 записаны в графе «прочие», действовала русская школа. Когда на месте деревни Конек возникло село Благодатное — установить по доступным историческим документам пока не удалось: на километровой карте Генштаба Красной армии 1941 года, в которой за картооснову, в основном, были взяты топографические карты Крыма масштаба 1:84000 1920 года и 1:21000 1912 года, обозначено незначительное селение Конэк, но с православной церковью, на двухкилометровке 1942 года — отделение совхоза Молодая Гвардия. После создания в 1935 году Колайского района (переименованного 14 декабря 1944 года в Азовский) село включили в его состав.
После освобождения Крыма, 12 августа 1944 года было принято постановление № ГОКО-6372с «О переселении колхозников в районы Крыма» и в сентябре 1944 года в район приехали первые новоселы (162 семьи) из Житомирской области, а в начале 1950-х годов последовала вторая волна переселенцев из различных областей Украины. С 25 июня 1946 года село в составе Крымской области РСФСР, а 26 апреля 1954 года Крымская область была передана из состава РСФСР в состав УССР. На 15 июня 1960 года Бородино уже в составе Просторненского сельсовета. Указом Президиума Верховного Совета УССР «Об укрупнении сельских районов Крымской области», от 30 декабря 1962 года Азовский район был упразднён, и село вновь включили в состав Джанкойского. С образованием в 1986 году Светловского сельсовета село включили в его состав. По данным переписи 1989 года в селе проживало 230 человек. С 12 февраля 1991 года село в восстановленной Крымской АССР, 26 февраля 1992 года переименованной в Автономную Республику Крым. С 21 марта 2014 года в составе Крыма аннексировано Россией.

## Погранзона
В соответствии с Приказом ФСБ РФ от 26 ноября 2014 г. N 659 от северной границы Благодатного и далее на север располагается пограничная зона. Само Благодатное в погранзону не входит. Лицам, не являющимся гражданами России, без соответствующих документов запрещается движение на север от Благодатного. Граждане России могут посещать местность к северу от Благодатного при обязательном наличии внутреннего паспорта гражданина России, не приближаясь к линии границы с Херсонской областью Украины ближе 5 км. Для посещения 5-километровой пограничной полосы пропуска, либо другие документы нужны и гражданам России.